# Roger Taillibert

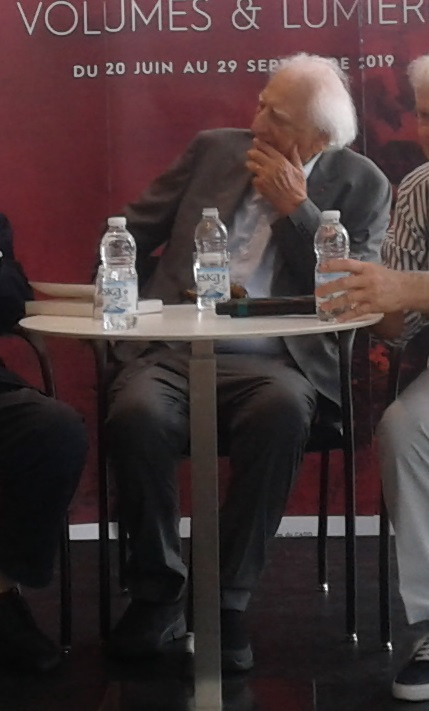
Roger Taillibert (August 2019)

Roger Taillibert (* 21. Januar 1926 in Châtres-sur-Cher im Département Loir-et-Cher; † 3. Oktober 2019 in Paris) war ein französischer Architekt.

## Leben
Taillibert war vor allem im Bereich von Bauwerken der Sportinfrastruktur tätig. 1963 gründete er sein eigenes Architekturbüro in Paris. Er wurde besonders für seinen Umbau des Parc des Princes in Paris und den Bau des Olympiastadions in Montreal bekannt.
1976 erhielt er den Architekturpreis Grand prix national de l’architecture; außerdem erhielt er den Orden der Ehrenlegion sowie den Ordre national du Mérite, der von der französischen Regierung verliehen wird. 1983 wurde Taillibert als Nachfolger von Eugène Beaudouin in die Académie des Beaux-Arts gewählt und 2010 deren Präsident.
Roger Taillibert starb im Alter von 93 Jahren in der französischen Hauptstadt.

## Bauwerke

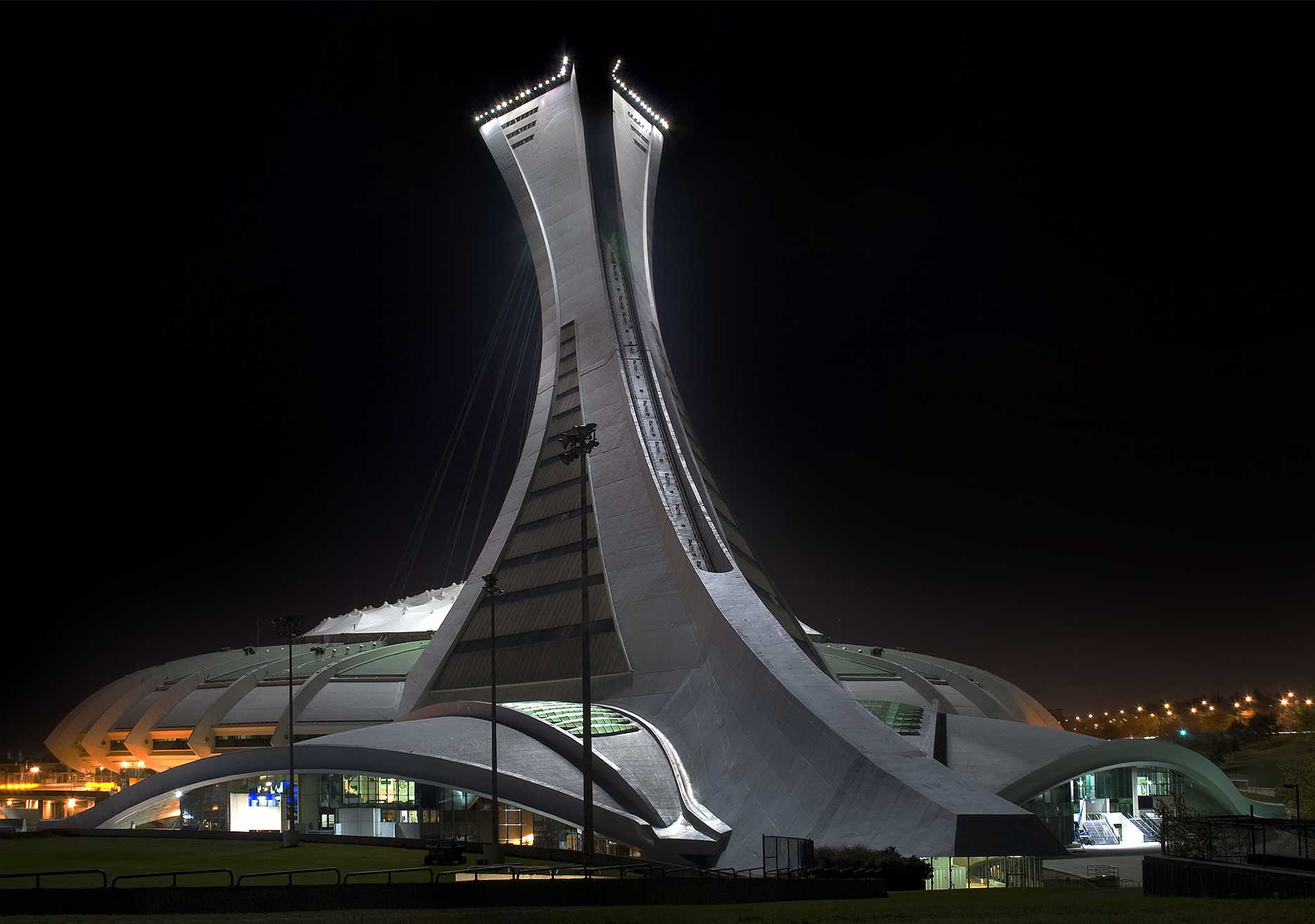
Olympiastadion Montreal

- Sportanlagen in Chamonix (Richard-Bozon-Sportzentrum), Frankreich
- 1969–72: Parc des Princes, Paris
- 1973–76: Olympiastadion Montreal
- Olympisches Velodrome (später Biodôme Montréal) im Olympiapark, Montreal
- Olympische Schwimmhalle im Olympiapark, Montreal
- Stadium Nord Lille Métropole, Villeneuve-d’Ascq
- Olympisches Schwimmbad & späterer Erweiterungsbau d'Coque, Sport- und Veranstaltungszentrum auf dem Kirchberg-Plateau, Luxemburg
- Aspire Academy for Sports Excellence, Katar
- Kongresszentrum, Abu Dhabi